# جيمي قاي
جيمي قاي (بالإنجليزية: Jamie Guy)‏ (1 أغسطس 1987 في المملكة المتحدة - ) هو لاعب كرة قدم بريطاني في مركز الهجوم. لعب مع أكسفورد يونايتد وإبسفليت يونايتد وبورت فايل وكامبريدج يونايتد وكولتشستر يونايتد وهيبريدج سويفتس وبرينتري تاون وبيشوب ستورتفورد وبيليريكاي تاون وThurrock F.C. ‏ وداغنهام وريدبريدج وبرينتوود تاون وHarlow Town F.C. ‏ وMaldon & Tiptree F.C. ‏ وWitham Town F.C. ‏ وغرايز أتلاتيك ‏ وNeedham Market F.C. ‏ وTiptree United F.C. ‏.

## وصلات خارجية
- جيمي قاي على موقع قاعدة بيانات كرة القدم.إي يو (الإنجليزية)
- جيمي قاي على موقع Soccerbase.com (لاعب) (الإنجليزية)
- جيمي قاي على موقع Soccerway.com (الإنجليزية)